# Newcastle-under-Lyme (borough)
Newcastle-under-Lyme – dystrykt w hrabstwie Staffordshire w Anglii. W 2011 roku dystrykt liczył 123 871 mieszkańców.

## Miasta
- Kidsgrove
- Newcastle-under-Lyme

## Inne miejscowości
Acres Nook, Acton, Alsagers Bank, Ashley, Audley, Baldwin’s Gate, Balterley, Betley, Bignall End, Bradwell, Chesterton, Cross Heath, Halmer End, Harriseahead, Hollins, Keele, Knighton, Leycett, Loggerheads, Madeley, Maer, Miles Green, Mucklestone, Newchapel, Onneley, Silverdale, Talke, Talke Pits, Whitmore, Wrinehill.